# Электромагнитная бомба
Электромагни́тная бо́мба, также называемая «электро́нная бомба» — генератор радиоволн высокой мощности, приводящих к уничтожению электронного оборудования командных пунктов, систем связи и компьютерной техники.
Относится к классу «оружие нелетального действия». По принципу разрушения техники разделяются на низкочастотные, использующие для доставки разрушающего напряжения наводку в линиях электропередачи, и высокочастотные, вызывающие наводку непосредственно в элементах электронных устройств и обладающие высокой проникающей способностью — достаточно мелких щелей и вентиляции для проникновения волн внутрь оборудования.

## История
Впервые эффект электромагнитной бомбы был зафиксирован в 1950-е годы, когда проходили испытания американской водородной бомбы. Взрыв был произведён в атмосфере над Тихим океаном. Результатом было нарушение электроснабжения на Гавайях из-за воздействия электромагнитного импульса высотного ядерного взрыва.
Изучение показало, что взрыв имел непредвиденные последствия. Порожденное взрывом электромагнитное излучение достигло Гавайских островов, расположенных в сотнях километров от места испытания, и радиопередачи были нарушены до самой Австралии. Взрыв бомбы, помимо мгновенных физических результатов, воздействовал на электромагнитные поля на огромном расстоянии. Однако в дальнейшем взрыв ядерной бомбы как источник электромагнитной волны был признан неэффективным из-за малой точности, а также множества побочных эффектов и неприемлемости в политическом плане.
В качестве одного из вариантов генератора была предложена конструкция в форме цилиндра, в котором создаётся стоячая волна; в момент активации стенки цилиндра быстро сжимаются направленным взрывом и разрушаются на торцах, в результате чего создаётся волна очень малой длины. Поскольку энергия излучения обратно пропорциональна длине волны, в результате уменьшения объёма цилиндра мощность излучения резко возрастает.
Доставка этого устройства может быть произведена любым известным способом — от авиации до артиллерии.
Применяются как и более мощные боеприпасы с использованием в боевой части ударно-волновых излучателей (УВИ), так и менее мощные с использованием пьезоэлектрических генераторов частоты (ПГЧ).